# Église morave - Jamaïque
La Jamaica Province of the Moravian Church (Province jamaïcaine de l'Église morave) est une église protestante affiliée à Unitas Fratrum et membre de la Conférence des Églises de la Caraïbe qui rassemble les Frères moraves de la Jamaïque. Elle est aussi membre du Conseil œcuménique des églises.

## Historique
L'Église morave de la Jamaïque a été créé en 1754, elle représente une continuation de la mission morave des Caraïbes qui a débuté en 1732. Environ 130 ans après sa création, l'église a été officiellement reconnue par une loi du Parlement. À cette époque, l'église avait un collège de formation pour les ministres et d'un collège d'enseignement, de même que plusieurs établissements d'école primaire. Le travail missionnaire à la Jamaïque était alors sous la supervision du conseil exécutif suprême en Grande-Bretagne. 
La période entre 1834 et 1894 peut être décrite comme la période de la colonisation. Pendant ce temps, la mission morave dirigeait 14 centres dans différentes parties de l'île. Il faut attendre 1891 pour que les missions à Kingston soit installées.
La période entre 1894 et 1954 fut une période de consolidation. C'est durant cette période (1899) que le premier synode a eu lieu. La période a également vu une intensification des tentatives de formation d'un clergé autochtones et d'initiatives œcuméniques locales. Lorsque le 150e anniversaire a été célébré en 1904, moins de vingt-cinq pour cent du clergé était jamaïcain, mais cela a changé dans la période qui a suivi. 
En 1951, est élu le premier président jamaïcain de la commission provinciale et aujourd'hui, le clergé est à cent pour cent jamaïcain.